# 재형 (종군왕)
재형(載瀅)는 청나라의 황족으로 공충친왕 혁흔의 아들이다.